# Nyctimantis bokermanni
Nyctimantis bokermanni – gatunek płaza bezogonowego z rodziny rzekotkowatych (Hylidae).

## Występowanie
Gatunek ten jest endemitem południowo-wschodniej Brazylii, występuje jedynie w pasie wybrzeży na terenie dwóch stanów: São Paulo i Santa Catarina. Miejsce typowe to Estação Ecológica da Juréia-Itatins w stanie São Paulo.
Płaz ten preferuje tereny położone nisko nad poziomem morza. Zamieszkuje nizinne wilgotne lasy deszczowe, namorzyny i krzaczastą roślinność „restinga”. Można go znaleźć m.in. wśród skał na obrzeżach rzek, na roślinach bromeliowatych czy w dziuplach drzew.

## Status
W Czerwonej księdze gatunków zagrożonych IUCN Nyctimantis bokermanni od 2023 roku klasyfikowany jest jako gatunek najmniejszej troski (LC, ang. Least Concern); wcześniej, od 2004 roku uznawano go za gatunek niedostatecznie rozpoznany (DD, ang. Data Deficient).
Jest to gatunek rzadko spotykany, gdyż trudno go wykryć w koronach drzew i na bromeliowatych. Ponieważ nie stwierdzono większych zagrożeń i występuje on na dużym obszarze, przypuszcza się, że jego populacja jest stabilna. Lokalnie zagraża mu utrata siedlisk spowodowana ekspansją miast i rolnictwa.
Część zasięgu występowania gatunku leży w granicach obszarów chronionych.